# جيرمن غامونال
جيرمن غامونال (22 أكتوبر 1932 - 20 أبريل 2021) صحفي ومؤلف وشخصية إذاعية تشيلي.

## السيرة الشخصية
ولد غامونال في سانتياغو دي تشيلي. اشتهر بالصحافة السياسية، وعمل في راديو مينيريا وإل كوكيستادور إف إم وراديو تشيلي حيث شغل منصب مدير المحطة، وعمل أيضًا في راديو بورتاليس دي سانتياغو، حيث مثل برنامج لا كرونيكا بوليتيكا حتى تقاعده في عام 2015.
توفي غامونال في 20 أبريل 2021 عن عمر يناهز 89 عامًا. في 22 أبريل وقف مجلس الشيوخ التشيلي دقيقة صمت تكريما له.